# Ulica Armii Krajowej w Tychach
Ulica Armii Krajowej – jedna z głównych i najruchliwszych ulic w Tychach. Stanowi ważne połączenie centrum miasta z Paprocanami i Jeziorem Paprocańskim, a w połączeniu z ul. gen. Władysława Sikorskiego na Rondzie Zesłańców Sybiru – ważny trakt dojazdowy przez miasto do drogi krajowej nr 1 w kierunku Bielska-Białej i dalej na południe Polski.

## Przebieg
Swój początek bierze od powstałego w 1999 r. – Ronda Olimpijskiego stanowiącego skrzyżowanie alei Jana Pawła II, ul. kard. Stefana Wyszyńskiego i ul. Paprocańskiej, przy której znajduje parafia św. Franciszka z Asyżu i św. Klary i powstaje klasztor Franciszkanów. Ulica Armii Krajowej następnie krzyżuje się z al. Piłsudskiego w powstałym w 1983 r. jako pierwsze rondo w Tychach o nazwie Rondo Paprocańskie, by dalej kierować się do Ronda Zesłańców Sybiru powstałym w 2005 r. i następnie zakończyć swój bieg w okolicach lasu leżącego pomiędzy gminami: Tychy, Mikołów, Żory, Pszczyna, Kobiór, Oświęcim.

## Historia ulicy
- Przy skrzyżowaniu alei Piłsudskiego i ulicy Armii Krajowej – Rondo Paprocańskie znajduje się najmniejszy tyski cmentarz. Jest to stary cmentarz paprocański na około 300 grobów, których już nie przybywa. Dla mieszkańców miasta i gości odwiedzających Tychy w okresie Wszystkich Świętych – organizowane są przy nim nabożeństwa i procesje[1][2].
- Harmonogram realizacji budowy linii tyskiego trolejbusu doprowadził w 1984 r. do zbudowania odcinka długości 3,6 km poprowadzonego ulicami: Armii Krajowej, Edukacji i Budowlanych. Trasa ta pozwoliła na obsługę komunikacją trolejbusową północnych osiedli Śródmieścia.
- Przy rondzie u zbiegu ul. Armii Krajowej i Sikorskiego w kwietniu 2008 r. odsłonięto pomnik Zesłańców Sybiru[3].

## Pochodzenie nazwy
Nazwa ulica Armii Krajowej w Tychach pochodzi od nazwy Armia Krajowa. Poprzednio ulica nosiła imię Iwana Koniewa, decyzję o zmianie podjęto we wrześniu 1989 r.

## Znaczenie rekreacyjno-sportowe
- Z okazji Święta Roweru w Tychach – zorganizowany został 17 lipca 2009 r. IV Tyski Nocny Rajd Rowerowy 2009. Organizatorem rajdu było Klub Turystyki Kolarskiej Gronie w Tychach, a współorganizatorami byli: Tyskie Stowarzyszenie Rowerowe i Wydział Ruchu Drogowego Komendy Miejskiej Policji w Tychach. Trasa rajdu przebiegała ulicami miasta: Start plac pod Żyrafą, ul. Edukacji, ul. Wyszyńskiego, al. Niepodległości, ul. Grota-Roweckiego, ul. Dmowskiego, al. Piłsudskiego, ul. Armii Krajowej, ul. W. Sikorskiego, ul. Stoczniowców 70, ul. Harcerska, ul. Begonii, ul. Budowlanych, ul. 1 Maja, ul. gen. Andersa, ul. ks. kard. Hlonda, ul. Boczna, ul. Biblioteczna, ul. Edukacji[5].
- 22 września 2009 r. w ramach Europejskiego Dnia Bez Samochodu odbyła się w Tychach – Tyska Masa Krytyczna z następującą trasą przejazdu: Tychy (plac pod Żyrafą) – ul. Edukacji – ul. Wyszyńskiego – ul. Armii Krajowej – nawrót na rondzie z ul. Sikorskiego – ul. Armii Krajowej – al. Piłsudskiego – ul. Dmowskiego – ul. Grota Roweckiego – ul. Edukacji – Tychy (plac pod Żyrafą)[6].

## Otoczenie
- Cmentarz
- Szkoła
- Apteki
- Obiekty handlowe i usługowe
- Wysoka i niska zabudowa mieszkalna
- Lasy Kobiórskie

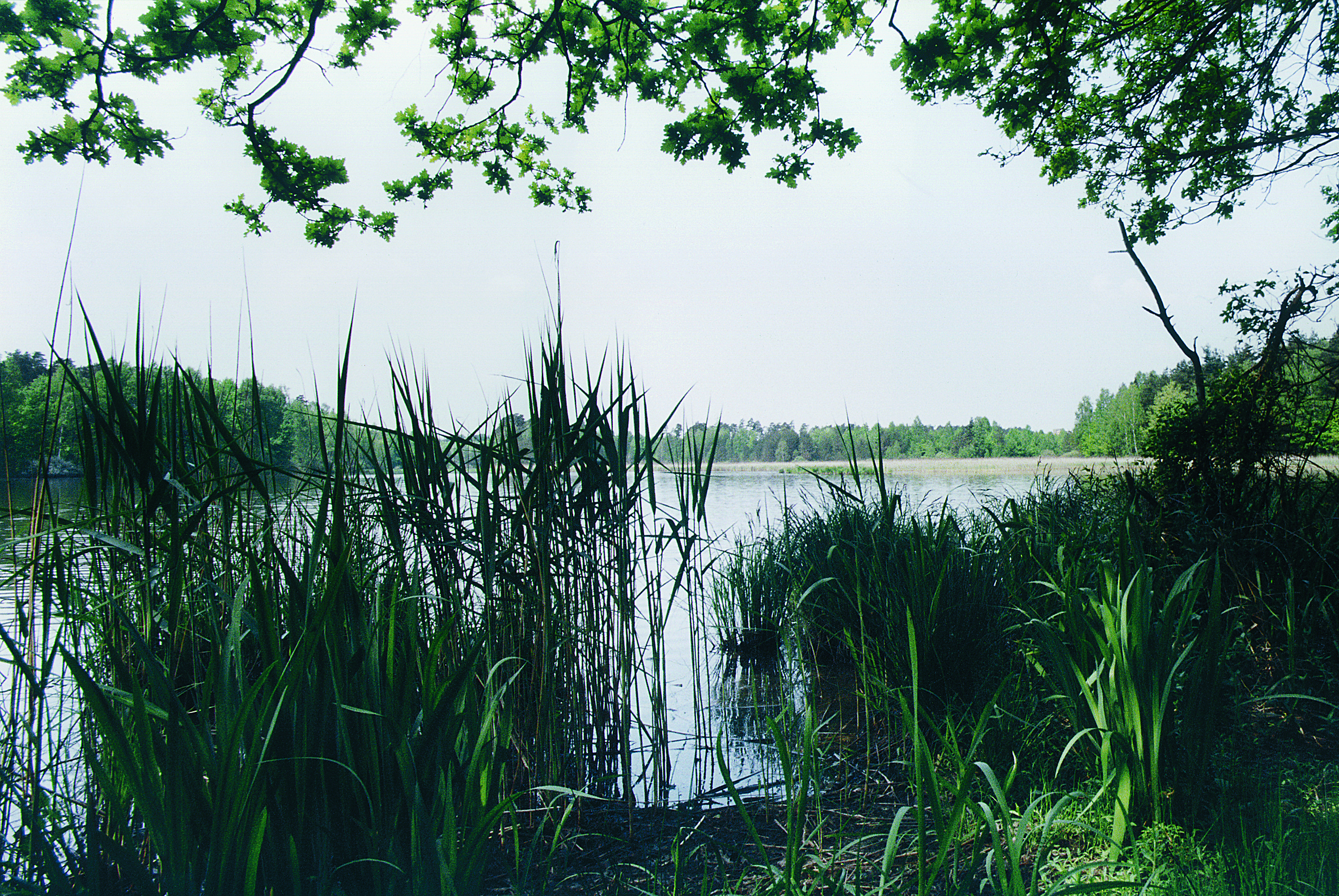
Jezioro Paprocańskie

- Jezioro Paprocańskie